# Зайлер, Луц
Луц Зайлер (нем. Lutz Seiler; род. 8 июня 1963, Гера) — немецкий писатель.

## Биография
Луц Зайлер вырос в тюрингенской Гере. Получив специальное строительное образование, работал каменщиком и плотником. Во время службы в Национальной народной армии заинтересовался литературой и стал писать стихи. Затем изучал германистику в Галле и Берлине. В 1993—1998 годах выступил одним из издателей литературного журнала Moosbrand.
С 1997 года заведует литературной программой в Доме Петера Хухеля в Михендорфе. С 2005 года состоит в немецком ПЕН-клубе, с 2007 года является членом Майнцской академии наук и литературы, а с 2010 года — Баварской академии изящных искусств. В 2007 году Луц Зайлер был удостоен премии Ингеборг Бахман за свой рассказ «Турксиб». Сборник рассказов Зайлера «Весы времени» (Die Zeitwaage) номинировался на приз Лейпцигской книжной выставки. В 2011 году был избран членом Немецкой академии языка и поэзии. Изданный в сентябре 2014 года дебютный роман «Крузо» был отмечен Немецкой литературной премией. За роман «Звезда 111» Зайлер был удостоен в 2020 году премии Лейпцигской книжной ярмарки в категории «Беллетристика».

## Сочинения
- Berührt — geführt. Gedichte, Chemnitz 1995.
- Pech & Blende. Gedichte, Suhrkamp Verlag, Frankfurt am Main 2000.
- Heimaten, Göttingen 2001.
- Hubertusweg. Drei Gedichte, Warmbronn 2001.
- Vierzig Kilometer Nacht. Gedichte, Suhrkamp Verlag, Frankfurt am Main 2003.
- Sonntags dachte ich an Gott. Aufsätze, Suhrkamp Verlag, Frankfurt am Main 2004.
- Die Anrufung. Essay und vier Gedichte, Warmbronn 2005.
- Turksib. Zwei Erzählungen, Suhrkamp Verlag, Frankfurt am Main 2008.
- Die Zeitwaage. Erzählungen, Suhrkamp Verlag, Frankfurt am Main 2009. ISBN 978-3-518-42115-4.
- im felderlatein. Gedichte, Suhrkamp Verlag, Berlin 2010. ISBN 978-3-518-42169-7.
- Kruso. Roman, Suhrkamp Verlag, Berlin 2014. ISBN 978-3-518-42447-6.
- Die römische Saison. Zwei Essays. Topalian & Milani Verlag, Ulm 2016, ISBN 978-3-946423-03-4.
- Am Kap des guten Abends. Acht Bildgeschichten. Insel Verlag, Berlin 2018, ISBN 978-3-458-19455-2.
- Stern 111, Roman. Suhrkamp Verlag, Berlin 2020, ISBN 978-3-518-42925-9.
- schrift für blinde riesen. Gedichte. Suhrkamp Verlag, Berlin 2021, ISBN 978-3-518-43000-2.